# صوران، سوریه
صوران (به عربی: صوران) یک منطقهٔ مسکونی در سوریه است که در استان حما واقع شده‌است.

## خصوصیات
صوران ۳۲٬۷۲۴ نفر جمعیت دارد.